# US Airways
US Airways var ett av USA:s största flygbolag[källa behövs] fram till sammanslagningen med American Airlines 14 februari 2013. Det köptes upp av America West år 2005 men det sammanslagna bolaget behöll namnet US Airways.
US Airways har traditionellt sett satsat på nordöstra USA, där det har båda sina flygtrafiknav i Charlotte och Philadelphia. 
I koncernen ingår också varumärkena US Airways Express (opereras av mindre bolag) och US Airways Shuttle (som flyger mellan Washington DC, New York och Boston.)
US Airways trafikerade Stockholm-Arlanda från Philadelphia under perioden juni till oktober 2006 till 2009. 
American Airlines och US Airways meddelade den 14 februari 2013, efter långa och många spekulationer, att US Airways skulle slås ihop med American Airlines. Det nya flygbolaget blev världens största flygbolag, räknat i antal passagerare. Det sammanslagna flygbolaget går under varumärket American Airlines.

## Historia
US Airways grundades 1939 under namnet All-American Aviation. 1979 när flygbranschen i USA avreglerades bytte bolaget namn till US Air och var ett av de första bolag som började operera med nya Boeing 737-300 när det kom år 1984. Under 1980-talet köpte US Air upp flera andra bolag som Piedmont Airlines och öppnade linjer till västkusten och Europa. 
1996 bytte US Air namn till nuvarande US Airways. 2000-01 försökte United Airlines köpa upp US Airways vilket inte tilläts av konkurrensskäl. Efter 11 september har US Airways precis som många andra amerikanska flygbolag upplevt svåra ekonomiska villkor, med höga försäkringspremier och höga bränslepriser. Bolaget sökte i likhet med de flesta större flygbolag skydd mot konkurs under den amerikanska konkurslagens elfte kapitel. 

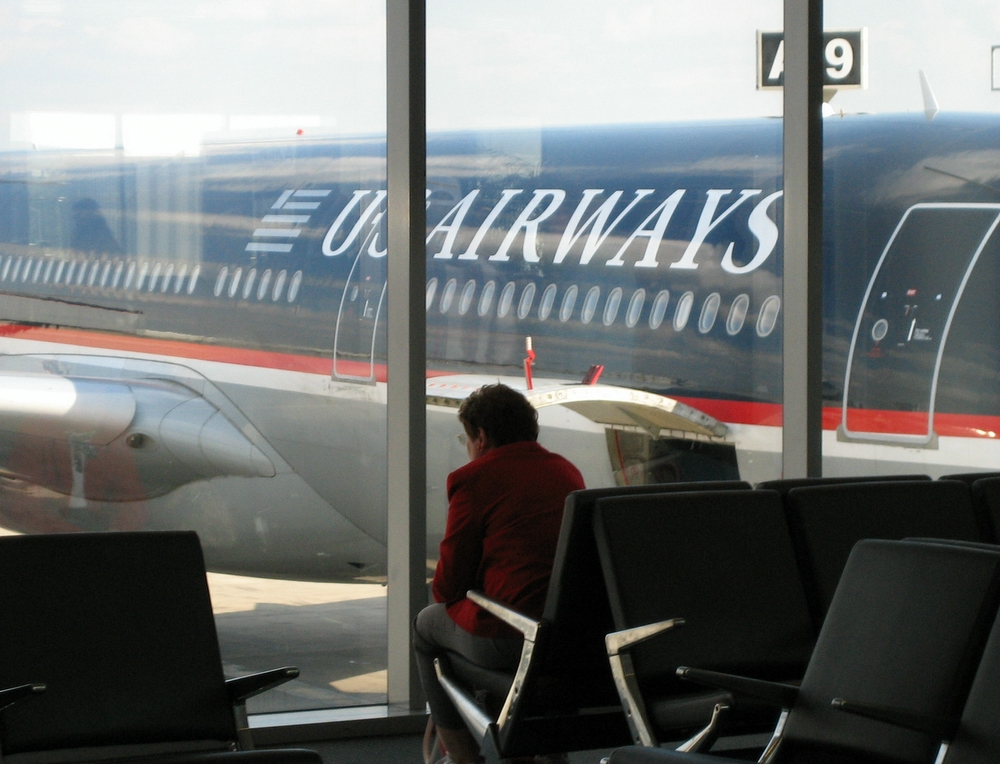
En Airbus A330 från US Airways i gammalt färgschema, på Philadelphia International Airport.

I september 2005 tillkännagavs en fusion med America West. America West övertog aktiemajoriteten i US Airways och huvudkontoret förlades till förvärvarens hemmastad Phoenix i Arizona (Tempe). America West, som var ett lönsamt bolag verksamt främst i sydvästra USA med hubar i snabbväxande städerna Phoenix och Las Vegas valde dock att fortsätta bedriva den sammanslagna verksamheten under namnet US Airways och bära dess färger på flygplanen. En skillnad är dock att man går ifrån svart som grundfärg på flygplanskroppen och till en ljusare färg som bättre reflekterar värme då svart är olämpligt i Arizona, Nevada och södra Kalifornien med stark sol. Vidare kommer America Wests gamla logotyp tillsammans med tre andra (de som utgjort US Airways fram till fusionen) att synas på flygplanskroppen.
I slutet av 2006 lade det nya US Airways ett bud om att köpa Delta Air Lines för åtta miljarder dollar, men Deltas ledning vägrade acceptera budet.

## Incidenter
Den 15 januari 2009 nödlandade US Airways flight 1549 i Hudsonfloden i New York. Flygplanet av typ Airbus A320 med destination Charlotte i North Carolina, hade precis startat från LaGuardia Airport när fåglar flög in i motorerna och det blev tvunget att nödlanda.

## Flotta
| Flygplan         | Antal | Order | Passagerare (First-Envoy*/Economy)    | Linjer                                                                           | Övrigt                                                    |
| ---------------- | ----- | ----- | ------------------------------------- | -------------------------------------------------------------------------------- | --------------------------------------------------------- |
| Airbus A319-100  | 93    | 9     | 124 (12/112)                          | Nordamerika / Centralamerika Kanada, Mexiko, USA                                 |                                                           |
| Airbus A320-200  | 70    | 51    | 150 (12/138)                          | Nordamerika / Centralamerika Kanada, Mexiko, USA                                 | Levereras: 2010-2012 Ersätter: Boeing 737 Family          |
| Airbus A321-200  | 35    | 31    | 183 (16/167)                          | Nordamerika / Centralamerika Canada, USA                                         | Levereras: 2008-2010 Ersätter: Boeing 757-200             |
| Airbus A330-200  | 5     | 20    | 258 (20/238)                          | Asien, Europa                                                                    |                                                           |
| Airbus A330-300  | 9     | 0     | 288 (29/259)                          | Karibien, Europa                                                                 | Första raden: Former First Class                          |
| Airbus A350-800  | 0     | 18    | 270 (36/234)                          |                                                                                  | Sätts i Trafik: 2015                                      |
| Airbus A350-900  | 0     | 4     | 330 (36/294)                          |                                                                                  | Sätts i Trafik: 2015                                      |
| Boeing 737-300   | 27    | 0     | 126 (12/114) 134 (8/126)              | Nordamerika Kanada, USA                                                          | Ut ut flottan: 2008-2012 Ersätts av: Airbus A320 family   |
| Boeing 737-400   | 40    | 0     | 144 (12/132)                          | Nordamerika Kanada, USA                                                          | Ut ur flottan: 2008-2012 Ersätts av: Airbus A320 family   |
| Boeing 757-200   | 37    | 0     | 193 (8/185) 176 (12/164) 190 (14/176) | Nordamerika / Centralamerika / Europa Europa, Mexiko, USA                        |                                                           |
| Boeing 767-200ER | 10    | 0     | 204 (18/186)                          | Nordamerika / Europa/ Sydamerika (Startar 2009) Brasilien (Startar 2009), Europa | Planeras att ta ut ur flottan Ersätts av: Airbus A350-800 |
| Embraer 190      | 25    | 23    | 99 (11/88)                            | Nordamerika Kanada, USA                                                          | Ersätter: Boeing 737 Family                               |
| Total            | 345   | 152   |                                       |                                                                                  |                                                           |